# البطولات الأسترالية 1927 (كرة مضرب)
هنا قائمة بالبطولات الأسترالية لكرة المضرب, المعروفة الآن باسم أستراليا المفتوحة لسنة 1927:

## فردي رجال
جيرالد باترسن هزم  جون هاوكس 3-6 6-4 3-6 18-16 6-3

## فردي سيدات
إسنا بويد هزم  سيلفيا لانس هاربر 5-7, 6-1, 6-2